# Lago Werbellin
El lago Werbellin (en alemán: Werbellinsee) es un lago situado al norte de la ciudad de Berlín, en el distrito rural de Barnim, en el estado de Brandeburgo (Alemania), a una altitud de 94 metros; tiene un área de 782 hectáreas y una profundidad máxima de 51 metros.
Hoy en día, es un destino popular para regatistas, ya que es navegable todo el lago, al igual que sus conexiones con el río Oder y el mar Báltico.